# Assar Grönwall
Eugen Assar Alexius Grönwall, född 4 augusti 1872 i Lidköpings församling, död 9 mars 1956 i Kungsholms församling, Stockholm, var en svensk ingenjör.
Grönwall genomgick 1891-95 Tekniska högskolan och bergsskolan, var ingenjör och direktör vid Elektriska AB Magnet i Ludvika 1901-06, verkställande direktör för AB Elektrometall från 1906 och för AB Arbit från 1929. Grönwall var verksam som uppfinnare på det elektrometallurgiska området och konstruerade bland annat tillsammans med Axel Lindblad och Otto Stålhane den svenska elektriska masugnen.